# لانس لارسون
لانس لارسون (به انگلیسی: Lance Larson) (زادهٔ ۳ ژوئیهٔ ۱۹۴۰) شناگر اهل ایالات متحده آمریکا است.